# Daniel Durant
Daniel N. Durant (nascido em 24 de dezembro de 1989) é um ator americano de teatro e cinema. Seu papel principal foi como Moritz Stiefel no revival da Broadway de 2015, Spring Awakening. Durant teve um papel coadjuvante importante no filme vencedor do Oscar de melhor filme CODA (2021). Ele e o elenco ganharam o Prêmio Especial do Júri para Elenco Conjunto na Competição Dramática dos Estados Unidos em sua estreia mundial no Festival Sundance de Cinema de 2021, junto com o prêmio de melhor elenco em cinema no Screen Actors Guild Awards 2022. Na televisão, ele é conhecido por seu papel recorrente na série da ABC Family Switched at Birth (2013–2017).

## Juventude
Durant nasceu surdo em Detroit, Michigan, filho de pais surdos que lutavam contra o vício; ele foi adotado ainda criança por sua tia paterna Lori Durant e mais tarde pela esposa dela Mary Engels. Ele cresceu em Duluth, Minnesota. Ele frequentou a Minnesota State Academy for the Deaf em Faribault e se formou em 2008. Ele estudou no National Technical Institute for the Deaf no Rochester Institute of Technology (RIT) em Rochester, Nova Iorque, recebendo um associado formou-se em tecnologia de computação aplicada em 2011. Posteriormente, ele frequentou a Universidade Gallaudet, obtendo um diploma em 2014.
Ingressou no Deaf West Theatre em 2012 para a produção de Cyrano de Bergerac.

## Carreira
Em 8 de setembro de 2022, Durant foi anunciado como concorrente da 31ª temporada de Dancing with the Stars. Ele fez parceria com Britt Stewart. Chegaram às semifinais e terminaram na 5ª colocação. Durant executou o Hino Nacional em ASL no Super Bowl LVIII.

## Vida pessoal
Em 14 de fevereiro de 2023, Durant confirmou seu relacionamento com sua ex-parceira do Dancing with the Stars Britt Stewart. Eles anunciaram seu noivado em 29 de dezembro de 2023.

## Filmografia

### Cinema
| Ano  | Título       | Personagem | Notas |
| ---- | ------------ | ---------- | ----- |
| 2020 | Silent Notes | Bruce      |       |
| 2021 | CODA         | Leo Rossi  |       |

### Televisão
| Ano       | Título                               | Personagem             | Notas                                                 |
| --------- | ------------------------------------ | ---------------------- | ----------------------------------------------------- |
| 2012      | The Archives at Gallaudet University | Estudante da Gallaudet | Curta de TV                                           |
| 2013–2017 | Switched at Birth                    | Matthew                | 17 episódios                                          |
| 2019      | You                                  | James                  | Episódio: "Farewell, My Bunny"                        |
| 2022      | Good Morning America                 | Ele mesmo              | Convidado                                             |
| 2022      | Dancing with the Stars               | Ele mesmo              | Concorrente (31ª temporada)                           |
| 2023      | Florida Man                          | Max                    | [ 16 ]                                                |
| 2023      | Chicago Med                          | Aiden Rogers           | Episódio: "Look Closely and You Might Hear the Truth" |

### Teatro
| Ano     | Título                  | Personagem     | Local                                | Companhia de produção | Notas                   |
| ------- | ----------------------- | -------------- | ------------------------------------ | --------------------- | ----------------------- |
| 2012    | Cyrano                  | Elenco         | The Fountain Theater                 | Deaf West Theatre     | Produção de Los Angeles |
| 2012    | Police: Deaf: Near: Far | Stinger        | Universidade Oakland                 | TerpTheatre           | Produção de Michigan    |
| 2013    | Flowers for Algernon    | Charlie        | Wild Fire Theatre                    | Deaf West Theatre     | Produção de Los Angeles |
| 2014    | Spring Awakening        | Moritz Steifel | Rosenthal Theater                    | Deaf West Theatre     | Produção de Los Angeles |
| 2015    | Spring Awakening        | Moritz Steifel | Wallis Annenberg Center              | Deaf West Theatre     | Produção de Los Angeles |
| 2015–16 | Spring Awakening        | Moritz Steifel | Brooks Atkinson Theatre              | Deaf West Theatre     | Revival da Broadway     |
| 2017    | Jonas and the Body      | Jonas          | Teater Manu                          | Teater Manu           | Produção da Noruega     |
| 2019    | The Black Drum          | Bulldog        | Young Centre for the Performing Arts | Deaf Culture Centre   | Produção de Toronto     |
| 2019    | The Black Drum          | Bulldog        | Clin d’Oeil Festival                 | Deaf Culture Centre   | Produção francesa       |

## Prêmios e indicações
| Ano  | Associações                         | Categoria                                                                 | Nomeações        | Resultado |
| ---- | ----------------------------------- | ------------------------------------------------------------------------- | ---------------- | --------- |
| 2015 | Ovation Awards                      | Melhor Atuação de Elenco para Musical                                     | Spring Awakening | Venceu    |
| 2015 | BroadwayWorld LA Awards             | Melhor Ator Coadjuvante em Musical                                        | Spring Awakening | Venceu    |
| 2016 | Theatre World Awards                | Melhor Atuação de Estreia na Broadway                                     | Spring Awakening | Venceu    |
| 2016 | Broadway.com Audience Choice Awards | Par Favorito no Palco (com Alex Boniello)                                 | Spring Awakening | Indicado  |
| 2016 | Fred and Adele Astaire Awards       | Melhor Elenco em um show da Broadway                                      | Spring Awakening | Indicado  |
| 2021 | Festival Sundance de Cinema         | Prêmio Especial do Júri Dramático dos Estados Unidos para Elenco Conjunto | CODA             | Venceu    |
| 2022 | Screen Actors Guild Awards          | Melhor Elenco em Cinema                                                   | CODA             | Venceu    |